# جاي أ. س. ريدفورد
جاي أ. س. ريدفورد (بالإنجليزية: J. A. C. Redford)‏ هو ملحن أمريكي، ولد في 14 يوليو 1953 في لوس أنجلوس في الولايات المتحدة.

## وصلات خارجية
- الموقع الرسمي
- جاي أ. س. ريدفورد على موقع IMDb (الإنجليزية)
- جاي أ. س. ريدفورد على موقع ألو سيني (الفرنسية)
- جاي أ. س. ريدفورد على موقع ميوزك برينز (الإنجليزية)
- جاي أ. س. ريدفورد على موقع أول موفي (الإنجليزية)
- جاي أ. س. ريدفورد على موقع قاعدة بيانات الأفلام السويدية (السويدية)
- جاي أ. س. ريدفورد على موقع أول ميوزيك (الإنجليزية)
- جاي أ. س. ريدفورد على موقع ديسكوغز (الإنجليزية)
- جاي أ. س. ريدفورد على موقع قاعدة بيانات الفيلم (الإنجليزية)
- جاي أ. س. ريدفورد على موقع كينوبويسك (الروسية)